# 前567年
| 千纪： | 前1千纪 |
| 世纪： | 前7世纪 \| 前6世纪 \| 前5世纪 |
| 年代： | 前590年代 \| 前580年代 \| 前570年代 \| 前560年代 \| 前550年代 \| 前540年代 \| 前530年代                                                                                                |
| 年份： | 前572年 \| 前571年 \| 前570年 \| 前569年 \| 前568年 \| 前567年 \| 前566年 \| 前565年 \| 前564年 \| 前563年 \| 前562年                                                                  |
| 纪年： | 周灵王五年 魯襄公六年 齐灵公十五年 晋悼公六年 秦景公十年 宋平公九年 楚共王二十四年 卫献公十年 陈哀公二年 蔡景侯二十五年 曹成公十一年 郑僖公四年 燕武公七年 吴王寿梦十九年 杞桓公七十年 |

## 大事記
- 春，杞桓公姑容卒，子杞孝公句嗣位。
- 夏，宋国华弱和乐辔在朝堂上开玩笑过分，宋平公驱逐华弱到鲁国。
- 秋，莒滅鄫之戰。
- 冬，齊靈公命晏弱攻滅萊國（山東平度），山東半島全入於齊。

## 逝世
- 正輿子，春秋莱国人
- 子然，春秋郑国人
- 杞桓公